# Ernst Cassirer
Ernst Cassirer Alfred (/kɑːˈsɪərər, kə-/; tiếng Đức: [ˈʔɛɐ̯nst kaˈsiːʁɐ]; 28 tháng 7 năm 1874 - 13 tháng 4 năm 1945) là một triết gia người Đức. Được đào tạo trong trường phái Neo-Kantian Marburg, ban đầu, ông theo người cố vấn Hermann Cohen trong nỗ lực cung cấp một triết lý duy tâm về khoa học.
Sau cái chết của Cohen, Cassirer đã phát triển một lý thuyết về biểu tượng và sử dụng nó để mở rộng hiện tượng tri thức thành một triết lý văn hóa tổng quát hơn. Cassirer là một trong những người ủng hộ chủ nghĩa duy tâm triết học hàng đầu thế kỷ 20. Tác phẩm nổi tiếng nhất của ông là Triết lý về các hình thức tượng trưng (1923-1929).
Mặc dù công việc của ông đã nhận được một sự tiếp nhận có khen có chê ngay sau khi ông qua đời, nhưng các nghiên cứu gần đây đã nhận xét vai trò của Cassirer là một người bảo vệ vững chắc cho chủ nghĩa duy tâm đạo đức của thời kỳ Khai sáng và nguyên nhân của nền dân chủ tự do vào thời điểm mà sự phát triển của chủ nghĩa phát xít đã khiến cho sự ủng hộ như vậy là không phù hợp. Trong cộng đồng Do Thái quốc tế, công việc của Cassiner cũng được coi là một phần của truyền thống tư tưởng lâu đời về triết học đạo đức.

## Tiểu sử
Sinh ra ở Breslau tại Silesia (Tây Nam Ba Lan ngày nay), trong một gia đình Do Thái, Cassirer học văn học và triết học tại Đại học Marburg (nơi ông hoàn thành công việc tiến sĩ năm 1899 với luận án về phân tích toán học và tự nhiên của René Descartes kiến thức khoa học mang tên Descartes' Kritik der mathematischen und naturwissenschaftlichen Erkenntnis [ Phê bình về kiến thức toán học và khoa học của Descartes ] và tại Đại học Berlin (nơi ông đã hoàn thành công việc chữa bệnh của mình vào năm 1906 với luận án Das Erkenntnisproblem in der Philosophie und Wissenschaft der neueren Zeit: Erster Band [ Vấn đề kiến thức trong triết học và khoa học trong thời hiện đại: Tập I ]).
Về mặt chính trị, Cassirer ủng hộ Đảng Dân chủ tự do (DDP) của Đức. Sau khi làm việc trong nhiều năm như một Privatdozent tại Đại học Friedrich Wilhelm ở Berlin, Cassirer được bầu vào năm 1919 vào ghế triết học tại Đại học Hamburg mới thành lập, nơi ông giảng dạy cho đến năm 1933, giám sát trong số những người khác luận án tiến sĩ của Joachim Ritter và Leo Strauss. Bởi vì ông là người Do Thái, ông rời Đức sau khi Đức quốc xã lên nắm quyền vào năm 1933.
Sau khi rời Đức, ông đã giảng dạy một vài năm tại Đại học Oxford, trước khi trở thành giáo sư tại Đại học Gothenburg. Khi Cassirer coi Thụy Điển quá không an toàn, anh đã nộp đơn cho một bài đăng tại Đại học Harvard, nhưng đã bị từ chối vì ba mươi năm trước, anh đã từ chối lời mời làm việc từ họ.    Năm 1941, ông trở thành giáo sư thỉnh giảng tại Đại học Yale, sau đó chuyển đến Đại học Columbia ở thành phố New York, nơi ông giảng dạy từ năm 1943 cho đến khi qua đời vào năm 1945.
Cassirer chết vì một cơn đau tim vào tháng 4/1945 tại thành phố New York. Ngôi mộ của ông nằm ở Westwood, New Jersey, trên Nghĩa trang Cedar Park Beth-El trong các ngôi mộ của Congregation Habonim. Con trai của ông, Heinz Cassirer, cũng là một học giả Kant.